# Colin Benders
Colin Benders (Utrecht, 5 december 1986), aanvankelijk optredend onder de artiestennaam Kyteman, is een Nederlands hiphopartiest.

## Biografie

### Jeugd
Colin Benders' ouders leerden elkaar kennen in de kraak-/hippiescene van Utrecht. Zijn vader is filosoof/estheticus, voormalig docent en faculteitsdirecteur van de Hogeschool voor de Kunsten in Utrecht. Zijn moeder is Afro-Amerikaans (geboren in Harlem), vanaf haar 9e in Parijs opgegroeid en heeft daarna in diverse andere landen gewoond (Italië, Duitsland) alvorens in Nederland te belanden.
Op zijn 3e jaar kreeg Colin een trompet van zijn oom Jacky Terrasson (broer van moeder), jazzpianist in New York. Pas op zijn zesde – toen zijn voortanden gewisseld waren – mocht hij erop spelen. Zijn oom sleepte hem mee naar allerlei festivals (onder andere het North Sea Jazz Festival). Benders groeide op in de Utrechtse Sterrenwijk. Op de gewone basisschool ging het moeizaam; diverse diagnoses werden gesteld, waaronder ADHD. Vanaf zijn achtste jaar (groep 5) mocht hij zijn muzikale talenten op de Kathedrale Koorschool Utrecht in Utrecht verder ontwikkelen waarin naast de gewone lessen veel tijd was voor muziek, met name zang, maar ook muziektheorie, muziekgeschiedenis en solfège. Colin was lang voorzanger van het kathedrale koor. Op zijn vijftiende stopte hij met zingen.
Na de basisschool ging hij naar de middelbare school voor Jonge Talenten verbonden aan het Koninklijk Conservatorium in Den Haag waar hij zich vooral kon toeleggen op trompetspelen. Les kreeg hij o.a. van Eric Vloeimans. Nadat hij één keer bleef zitten, werd in 4 havo duidelijk dat hij niet de structuur had om dit af te maken. Hij werd rechtstreeks toegelaten op het Conservatorium zelf. Ook hier stopte hij na twee jaar.

### Solo

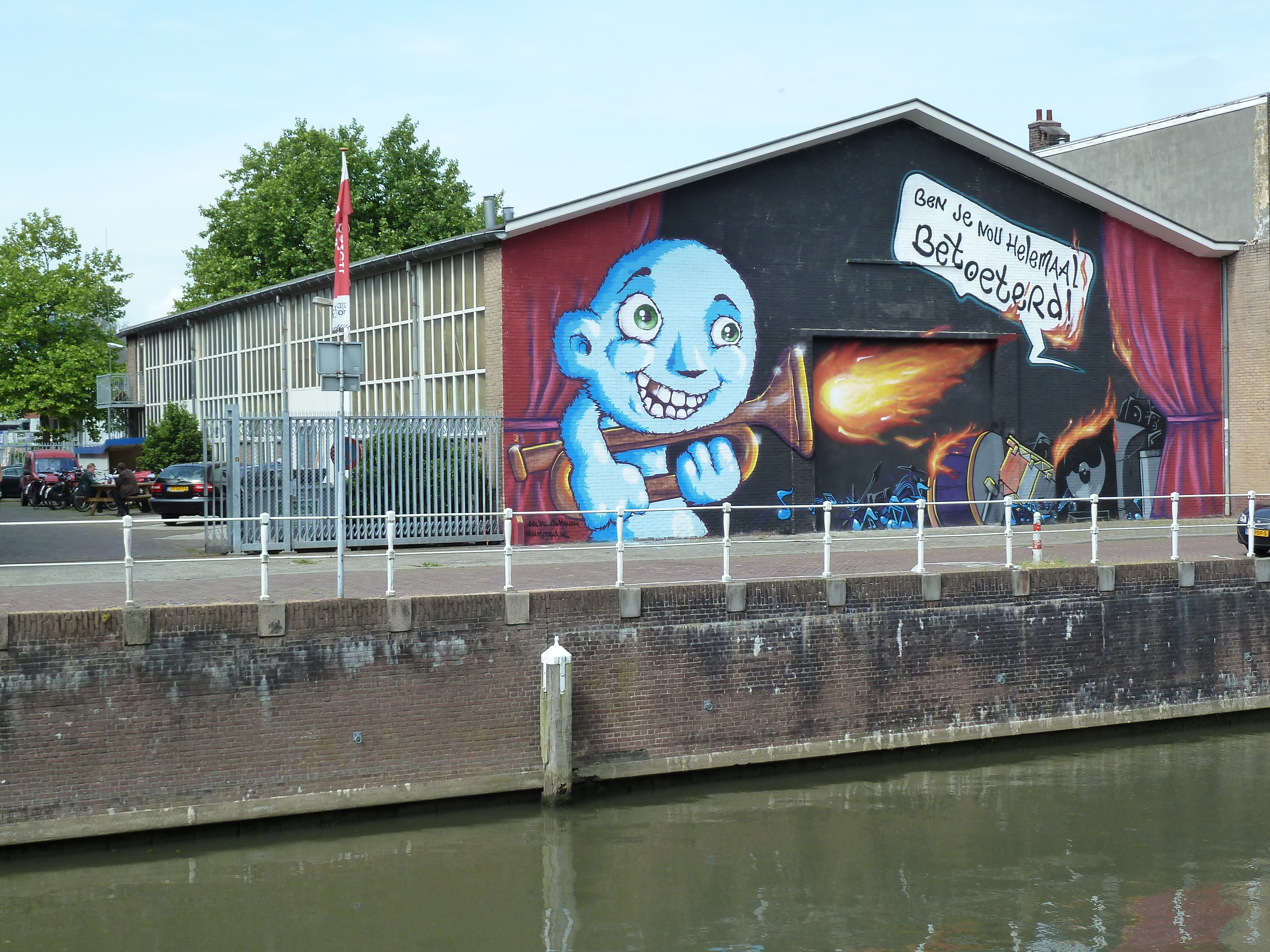
Kytemans studio Kytopia aan de Zeedijk in Utrecht

Benders verhuisde op 18-jarige leeftijd naar Utrecht-Overvecht en was drie jaar bezig met het schrijven en opnemen van zijn debuutalbum The Hermit Sessions. Hij leefde van de sessieklussen maar zat vaak op zwart zaad, at de restjes uit de koelkast of helemaal niets, en zocht bij tijd en wijle z'n heil in drugs. Een bezeten periode met nogal wat donkere momenten, zoals ook terug te horen is op het album dat niet voor niets 'The Hermit Sessions' heet – de kluizenaarssessies.
Na de afronding van dit album toerde hij in 2009 met zijn "Kyteman's HipHop Orchestra".
In de tussentijd had Benders als 'Kyteman' getoerd met o.a. Relax, Krezip, Voicst, Wouter Hamel en C-mon & Kypski. In 2010 was hij onderdeel van het Beukorkest en speelde hij in oktober mee op het Symphonica in Rosso waarbij hij twee nummers met Sting meespeelde. Samen met zijn oude leraar Eric Vloeimans en diens band Gatecrash bracht hij in 2011 het album Kytecrash uit waarop ook enkele muzikanten uit Kytemans studio Kytopia meewerkten, onder wie rapper MC Pax.

### Album
Het album The Hermit Sessions werd uitgebracht op 20 februari 2009. Voor dit album speelde Benders zelf alle partijen in, maar live werd dit gedaan door "Kyteman's HipHop Orkest". Kyteman's HipHop Orkest speelde op vele festivals. Ze stonden op Pinkpop 2009, Lowlands 2009, Appelpop 2009, North Sea Jazz 2009, Eurosonic/Noorderslag 2009 en 2010. Daar wonnen ze de Popprijs 2009

### Videoclips
Op 10 maart 2009 kwam de clip bij het nummer She Blew like Trumpets uit. Op 8 juni 2009 kwam de tweede, enigszins onofficiële, clip bij het nummer U-Town University uit. Deze video werd gemaakt door Alwin Ritstier en Frank Nanninga, studenten van het Grafisch Lyceum Rotterdam. Opmerkelijk is dat deze clip werd gemaakt zonder budget. Er bestaan twee versies van; dat komt doordat na het zien van de eerste clip, de band er zelf ook in wilde spelen. De clip was niet officieel omdat op hetzelfde moment een nieuwe single uit was, genaamd No more singing the blues, waar op dat moment nog geen clip van was.

## Projecten

### Kyteman's HipHop Orkest
In dit project combineerde Benders jazz met hiphop. Zelf was hij trompettist/bugelist en dirigent van het orkest. Het orkest omvatte 12 muzikanten en 10 mc's. De teksten van het album zijn Engels- en Franstalig. De muzikale bezetting bestond uit 2 violisten, 1 altviool, 1 cellist, 3 blazers (trompet, trombone, hoorn), 2 toetsenisten, 1 percussionist, 1 drummer, 1 bassist en Kyteman zelf als trompettist/bugelist.
Een aantal muzikanten die deel uitmaakten van Kyteman's HipHop Orkest waren van 2004 tot 2008 lid van de jazz-rapformatie Illicit. In 2010 stopte Kyteman met de formatie. Toch was dat niet het einde van Kytemans (orkestrale) muziekuitingen. In de loop van 2011 werd The Kyteman Orchestra aangekondigd, op zijn website werd een eerste reeks nieuwe concerten aangekondigd en hij gaf er een hint. naar nieuw muziekmateriaal.
Bezetting:
- Componist/dirigent: Colin Benders
- Ritmesectie: Pieter de Graaf, Eelco Topper, Niels Broos, Erwin Weerstra (toetsen); Bram Hakkens (drums); Dibbe van Laarhoven (bas); Frank Wienk (percussie)
- Strijkers: Red Limo String Quartet: Sietse van Gorkom, Camilla van der Kooij, Rani Kumar, Jonas Pap
- Blazers: Kobi Arditi, Randell Heye, Morris Kliphuis, Patrick Votrian
- Vocalisten/MC's: Pax, ReaZun, Omar Soulay, Blaxtar, Master Surreal, GMB, Unorthadox, King Jule, Double-G
- Effecten: Mathijn den Duijf

### The Kyteman Orchestra

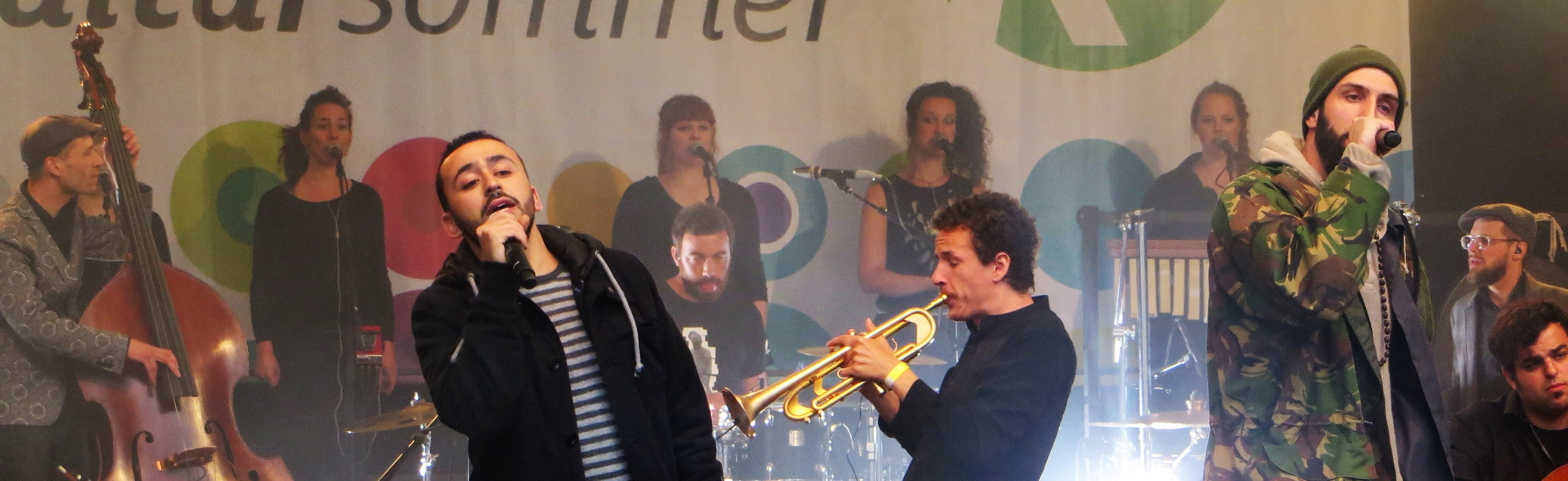
The Kyteman Orchestra 2013

In maart 2012 bracht Benders met zijn orkest het album 'The Kyteman Orchestra' uit. Het woord Hiphop was verdwenen uit de naam omdat de nummers van het orkest meerdere genres besloegen. Dit tweede album dat hij met zijn orkest maakte was ook meer een album van heel het orkest, en niet alleen van hemzelf.
The Kyteman Orchestra speelde ook op Pinkpop 2012, Lowlands 2012 en diverse andere zomerfestivals.
Bezetting:
- Componist/dirigent: Colin Benders
- Ritmesectie: Niels Broos, Pieter de Graaf, Bram Hakkens, Dibbe van Laarhoven, Frank Wienk (BinkBeats)
- Strijkers: Red Limo String Quartet: Sietse van Gorkom, Camilla van der Kooij, Rani Kumar, Jonas Pap
- Blazers: Kobi Arditi, Randell Heye, Robert-Jan Looysen, Patrick Votrian
- Vocalisten: Kevin de Randamie (Blaxtar), Hein Bal (Pax), Ben Hartman (ReaZun), Ahmed Mimouni (Omar Soulay)
- Drums: Bram Hakkens
- Operazangers: Steven van Gils, Anthony Heidweiller, Kasper Tarenskeen, Nanco de Vries
- Koor: Theaterkoor Dario Fo

## Kytopia
In 2010 startte Kyteman samen met zijn vader Eric Benders Kytopia, een soort laboratorium voor muziekpioniers waar tientallen muzikanten in een aantal studio's konden werken. Na de start aan de Zeedijk was Kytopia vervolgens gevestigd in het oude Tivoli en in Den Dolder. In 2020 leek er geen plek meer te zijn in Utrecht maar uiteindelijk kwam toch ruimte beschikbaar op weer een nieuwe locatie. Benders hing, na het tamelijk plotseling einde van zijn orkest, ondertussen de trompet aan de wilgen en besloot een nieuwe start te maken op synthesizer.

## Techno en Electro

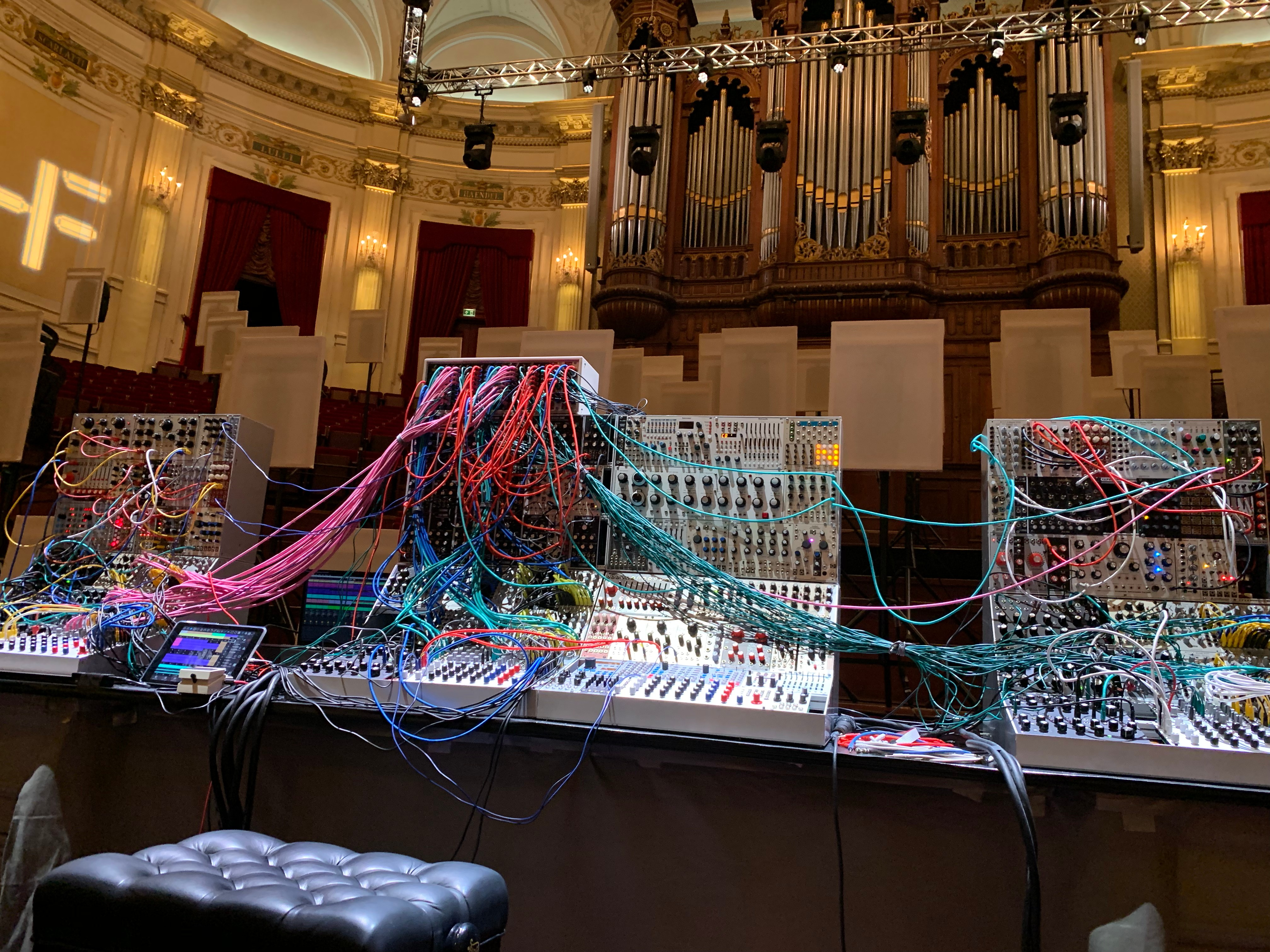
De modulaire synthesizer van Colin Benders in het Concertgebouw te Amsterdam

Benders  sloeg na het beeïndigen van het Kyteman Orchestra een nieuwe richting in, die van de Electro en techno.

## Discografie

### Albums
| Album met eventuele hitnotering(en) in de Nederlandse Album Top 100 | Datum van verschijnen | Datum van binnenkomst | Hoogste positie | Aantal weken | Opmerkingen                            |
| ------------------------------------------------------------------- | --------------------- | --------------------- | --------------- | ------------ | -------------------------------------- |
| The Hermit sessions                                                 | 20-02-2009            | 28-02-2009            | 3               | 104          | Platina                                |
| Kytecrash                                                           | 11-03-2011            | 19-03-2011            | 5               | 20           | als Colin Benders / met Eric Vloeimans |
| The Kyteman Orchestra                                               | 30-03-2012            | 07-04-2012            | 1(3wk)          | 37           | als The Kyteman Orchestra              |
| The jam sessions                                                    | 17-07-2015            | 25-07-2015            | 14              | 4            | als The Kyteman Orchestra              |

| Album met hitnotering(en) in de Vlaamse Ultratop 200 albums | Datum van verschijnen | Datum van binnenkomst | Hoogste positie | Aantal weken | Opmerkingen               |
| ----------------------------------------------------------- | --------------------- | --------------------- | --------------- | ------------ | ------------------------- |
| The Kyteman Orchestra                                       | 2012                  | 12-05-2012            | 70              | 4            | als The Kyteman Orchestra |

### Singles
| Single met eventuele hitnotering(en) in de Nederlandse Top 40 | Datum van verschijnen | Datum van binnenkomst | Hoogste positie | Aantal weken | Opmerkingen                                             |
| ------------------------------------------------------------- | --------------------- | --------------------- | --------------- | ------------ | ------------------------------------------------------- |
| She Blew like Trumpets                                        | 2009                  | -                     |                 |              | met GMB / Nr. 68 in de Single Top 100                   |
| Sorry                                                         | 2009                  | 17-10-2009            | 17              | 5            | Nr. 2 in de Single Top 100                              |
| The Mushroom Cloud                                            | 2012                  | -                     |                 |              | als The Kyteman Orchestra / Nr. 32 in de Single Top 100 |

### NPO Radio 2 Top 2000
| Nummer met noteringen in de NPO Radio 2 Top 2000 | '09  | '10 | '11 | '12 | '13 | '14 | '15 | '16 | '17 | '18 | '19 | '20 | '21 | '22 | '23 | '24 |
| ------------------------------------------------ | ---- | --- | --- | --- | --- | --- | --- | --- | --- | --- | --- | --- | --- | --- | --- | --- |
| Sorry                                            | 1005 | 156 | 160 | 158 | 148 | 113 | 131 | 132 | 134 | 151 | 152 | 159 | 170 | 177 | 233 | 191 |

1. ↑  Een vetgedrukt getal geeft de hoogste notering aan.
2. ↑  2009 was het eerste jaar met een notering voor dit nummer.

### Dvd's
| Dvd's met hitnoteringen in de Nederlandse Music Top 30 | Datum van verschijnen | Datum van binnenkomst | Hoogste positie | Aantal weken | Opmerkingen                    |
| ------------------------------------------------------ | --------------------- | --------------------- | --------------- | ------------ | ------------------------------ |
| The Hermit sessions - live                             | 2009                  | 21-11-2009            | 2               | 38           | als Kyteman's HipHop Orchestra |

## Prijzen

### Popprijs
Benders won met zijn hiphoporkest in 2009 de Popprijs tijdens Noorderslag. De Popprijs was nog nooit eerder naar zo’n groot gezelschap gegaan. De jury was "...diep onder de indruk van de concerten" en vond dat de winnaar onder meer voldeed aan de criteria "authenticiteit, bron van inspiratie, eigenzinnigheid en natuurlijk succes."
Colin Benders is, sinds de oprichting in 2014, lid van de Akademie van Kunsten.